# موسویه (سربیشه)
موسویه یک روستا در ایران است که در دهستان مود شهرستان سربیشه واقع شده‌است.